# Ilías Kafetzís
Ilías G. Kafetzís (grec moderne : Ηλίας Γ. Καφετζής) est un athlète grec. Il a participé aux Jeux olympiques d'été de 1896 à Athènes. Il représentait la ville de Chalandri. Il obtient sa qualification dans l'équipe grecque de marathon en terminant quatrième du second marathon de préparation disputé le 22 mars 1896, quelques jours avant les Jeux.
Il est l'un des 17 athlètes à prendre le départ du marathon. Il ne finit pas la course, étant le premier coureur à abandonner dès le neuvième kilomètre.